# Тисовський Михайло Станіславович
Михайло Станіславович Тисовський (нар. 1928 — пом. ?) — радянський футболіст, воротар.

## Життєпис
Кар'єру в командах майстрів провів у групі II / класі «Б» за команди БО Київ (1948—1949), «Металург» Дніпропетровськ (1953—1955), «Колгоспник» Полтава (1956—1958). У 1951 році грав у чемпіонаті Української РСР за «Машинобудівник» (Київ). Півфіналіст Кубку СРСР 1952, 1954.